# Lil' Fizz
Lil' Fizz (född Dreux Pierre Frédéric den 26 november 1985 i New Orleans, Louisiana) är en amerikansk skådespelare och rappare. Han var med i gruppen B2K.
Hans debutalbum Payday släpptes digitalt på Itunes den 17 juli 2007.

## Filmografi[2]
- 2002 - All That
- 2004 - You Got Served
- 2005 - Pranksta
- 2005-2007 - The War at Home
- 2009 - Steppin: The Movie
- 2009 - Hype Nation